# Urceola minutiflora
Urceola minutiflora är en oleanderväxtart som först beskrevs av Jean Baptiste Louis Pierre, och fick sitt nu gällande namn av D.J. Middleton. Urceola minutiflora ingår i släktet Urceola och familjen oleanderväxter. Inga underarter finns listade i Catalogue of Life.